# Хизински рејон
Хизински рејон (азер. Xızı rayonu), једна је од 78 административно-територијалних јединица Азербејџана. Налази се у пределу Апшеронског региона. Административни центар рејона се налази у граду Хизи. 
Хизински рејон обухвата површину од 1.850 km² и има 14.700 становника (подаци из 2011). 
Административно, рејон се даље дели у 13 мању општину.